# 西班牙文化
西班牙文化（西班牙語：Cultura de España）是歐洲文明的組成部分，並且除了西方的基督教文化外，亦帶有一些東方（伊斯蘭文化）色彩，被稱為“混合的藝術”。

## 繪畫
8世紀以後，伊斯蘭文化浸入西班牙。清真寺內，到處可見阿拉伯的壁畫，幾何圖形的花紋是伊斯蘭的特征。西班牙統一后，藝術活動更加蓬勃發展，菲利普二世時，曾派遣藝術家到意大利深造，西班牙畫風鼎盛。17世紀為西班牙藝術的黃金時代，著名的宮廷畫家維拉斯奎茲和宗教畫家牟利羅等。18世紀的代表畫家是戈雅，他以肖像畫著稱。現代畫家畢卡索被譽為20世紀最偉大的畫家，米羅以純真明朗的抽象畫獨樹一幟。達利則被稱為“狂人天才”。他們三人堪稱西班牙現代美術的三傑，作品在國際上有很大影響。

## 建築
西班牙的建築風格具有東西方文化相互交融的色彩。有羅曼式、哥特式、巴洛克式等西方建築藝術，還有阿拉伯式的建築藝術。西班牙光復后，留下不少阿拉伯工匠，他們把天主教的羅曼式、哥特式風格與伊斯蘭教的裝飾藝術結合在一起，廣泛使用彩釉瓷磚，木塊拼花和石膏等材料。這種綜合的藝術風格名為穆德哈爾式。19世紀以後，天才建築家安東尼·高第以優美的曲線來作為建築物的結構，作品以巴塞羅那未完成的神聖家族教堂為代表。此外，高迪還設計了許多住宅和公園等建築，範圍很廣。他在巴塞羅那的一些成果已被列為世界遺產。

## 文學
西班牙的文學，以12世紀中期問世的《熙德之歌》為開端。這是古老的長篇敘事詩，陳述中世紀的騎士精神。與西班牙的歷史一樣，16世紀-17世紀是西班牙文學的黃金時期。社會諷刺小說在這時出現，多以強盛國勢中的市井小民為主題，描繪社會百態，頗為傳奇。《唐吉訶德》為代表作，其作者是大文學家塞萬提斯。19世紀末，西班牙誕生了一位大詩人費德里科·加西亞·羅卡。他的成名作《吉普賽民謠》，是一部扣人心弦、膾炙人口的作品。20世紀以來，西班牙已有五位作家榮獲諾貝爾文學獎。

## 體育
西班牙人喜歡把業餘時間用於體育鍛煉，群眾性活動蔚然成風。1992年在巴塞羅那舉辦了奧運會，西班牙獲得13金、7銀、2銅，位居第六位。在體育活動中，西班牙人喜愛足球、網球和摩托車賽。足球是最受歡迎和吸引觀眾最多的運動。全國有很多職業球隊，皇家马德里与巴塞罗那的对决在全球俱乐部比赛电视观看量最高，仅次于英超，皇家馬德里俱樂部曾多次獲得歐冠冠軍。

## 民俗
西班牙是世界上的鬥牛王國。這是一項富有民族特色的競技表演，被人們與為西班牙的“國術”。每次鬥牛活動都吸引成千上萬的觀眾和外國遊客。

## 節日
| 公共節假日 |            |
| 日期       | 名稱       |
| 1月1日     | 元旦       |
| 1月6日     | 三賢朝聖節 |
| 3月-4月    | 復活節     |
| 5月1日     | 國際勞動節 |
| 5月-6月    | 聖體節     |
| 6月24日    | 國王命名日 |
| 8月15日    | 聖母升天節 |
| 10月12日   | 國慶日     |
| 11月1日    | 萬聖節     |
| 12月6日    | 憲法日     |
| 12月8日    | 聖靈感孕日 |
| 12月25日   | 聖誕節     |

| 地方節日 |          |                |
| 日期     | 地區     | 名稱           |
| 3月      | 瓦倫西亞 | 法雅節         |
| 4月      | 塞維亞   | 集市節         |
| 6月-7月  | 格拉納達 | 國際音樂舞蹈節 |
| 7月      | 潘普洛納 | 奔牛節         |
| 7月      | 聖地亞哥 | 聖地亞哥節     |